# Onarga
Onarga est un village situé dans le comté d'Iroquois, dans l’État de l’Illinois, aux États-Unis. Sa population s’élevait à 1 368 habitants lors du recensement de 2010, estimée à 1 304 habitants en 2016.

## Source
- (en) Cet article est partiellement ou en totalité issu de l’article de Wikipédia en anglais intitulé « Onarga, Illinois » (voir la liste des auteurs).